# Wilamowice (Ciepłowody)
Wilamowice (deutsch Willwitz) ist ein Ort in der Landgemeinde Ciepłowody (Tepliwoda) im Powiat Ząbkowicki (Kreis Frankenstein) der Woiwodschaft Niederschlesien in Polen.

## Lage
Nachbarorte von Wilamowice sind Targowica (Tarchwitz) im Westen, Stary Henryków (Alt Heinrichau) im Süden, Skoroszowice (Korschwitz) und Nieszkowice (Neobschütz) im Norden und Wadochowice (Wiesenthal) im Osten.

## Geschichte
Die erste urkundliche Erwähnung erfolgte 1304 als Wilsniz, 1318 Wilhelmewicz. In diesem Jahr kaufte das Kloster Heinrichau von den Erben des Zelo von Grunow einen Teil der Grunower Felder, die an das Dorf Boboliz angrenzten. Im selben Jahr 1318 bestätigten auch die Herzöge Bernhard II. und Bolko II. von Münsterberg, dass Moyco von Schildberg und seine vier Brüder ihr Erbgut „Wilhelmowiz“ von sechs kleinen Hufen und Grunow von zwei kleinen Hufen weniger ein Viertel dem Kloster Heinrichau testamentarisch vermacht haben. Grunau, das nicht mehr existierte, gehörte zu Willwitz. Am 14. Mai 1322 bestätigte Hermann, Hofrichter in Reichenbach, im Auftrag des Herzogs Bernhard von Fürstenberg dem Abt von Heinrichau das vom Kloster erworbene Grunau. Im Jahre 1327 bestätigte er dem Kloster die Ablösung des Rossdienstes von neun Hufen in Grunau und sechs Hufen in Willwitz für 35 Mark Prager Groschen. Grunau wurde damals ganz dem Dorf Willwitz zugeschlagen. 1455 setzte der Abt Nicolaus „Bobilwitz“ und Willwitz zu Gebauererbe aus, dass jede Hufe ein Schock auf Ostern, ein Schock Eier und zwei Hühner auf Michaelis und acht Scheffel Getreide (zwei Scheffel Weizen, drei Scheffel Korn, drei Scheffel Hafer) geben sollte. Es werden aufgeführt 16 Bauern, von denen jeder 14 eine Hufe hatte; zwei hatten zwei Hufen. Wer das Erbe liegen lassen wolle und davonziehen, solle den Zins für fünf Jahre entrichten.

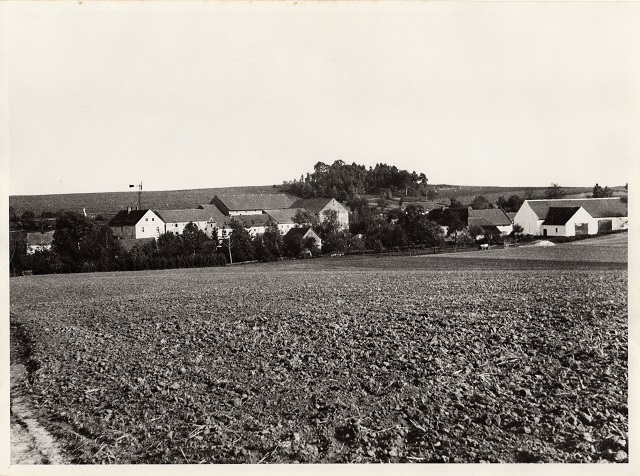
Blick auf Willwitz von Tarchwitz aus.

Nach dem Ersten Schlesischen Krieg 1742 fiel Willwitz mit dem größten Teil Schlesiens an Preußen. Es war evangelisch zu Neobschütz (Kaltwasser) und katholisch zu Alt-Heinrichau gepfarrt. 1785 bestand Willwitz aus zwölf ganzen Bauern, vier Dreschgärtnern, 15 Häuslern, zwei Gemeindehäusern und 185 Einwohnern. 1845 gehörte es dem König der Niederlande, sonst dem Stift Heinrichau und zählte 38 Häuser, 251 Einwohner (drei  evangelisch); ein Ölmacher, ein Schmied, ein Tischler, u. a. Handwerker, drei Handlanger und 112 Rinder.
1921 und 1937 werden in den Adressbüchern der Rittergüter, Güter und größeren Höfe der Provinz Schlesien (Nieder- und Oberschlesien), folgende Güter für Willwitz gemäß ihrem Grundsteuerreinertrag, Größe in ha und Viehbestand, genannt:
1921: Dominium 82 ha (Se. Kgl. Hoheit Wilhelm Ernst vorm. Großherz. v. Sachsen-Weimar auf Schloß Heinrichau, Einz. verp.), Gut Nr. 2 (Petrus Barisch, 19 ha), Gut Nr. 9 (Alfons Goebel, 40 ha), Gut Nr. 10 (Max Grammel, 31 ha), Gut Nr. 6 (Alfons Koblitz 29 ha), Gut Nr. 11 (Rudolph’sche Erben 51,3 ha), Gut Nr. 1 (Emil Schneider, 19 ha).
1937: Gut Nr. 11 (Josef Rudolph, 57,48 ha), Gut Nr. 9 (Elisabeth Goebel, 40 ha), Gut Nr. 10 (Max Grammel, 30 ha), Gut Nr. 6 (Alfons Koblitz, 23,5 ha), Gut Nr. 7 (Bruno Kirmes, 20,9 ha), Gut Nr. 2 (Petrus Barisch, 18,9 ha), Gut Nr. 1 (Emil Schneider, 18,7 ha), Gut Nr. 8 (Wilhelm Kaiser, 13 ha), Gut Nr. 4 (Hermann Riedel, 12,4 ha).
Nach der Auflösung des Kreises Münsterberg gehörte Willwitz von 1932 bis 1945 zum Landkreis Frankenstein.
Als Folge des Zweiten Weltkriegs fiel Willwitz mit fast ganz Schlesien 1945 an Polen. Nachfolgend wurde es in Wilamowice umbenannt. Die deutschen Einwohner wurden, soweit sie nicht schon vorher geflohen waren, am 26. August 1946 vertrieben. Die neu angesiedelten Bewohner waren teilweise Zwangsumgesiedelte aus Ostpolen, das an die Sowjetunion gefallen war. 